# Некрополи Черветери
Этрусские некрополи в Черветери — захоронения этрусков из древнего города Кайсра, расположенные около Черветери. Здесь находятся тысячи захоронений в виде насыпей и каменных гробниц, преимущественно относящихся к VI веку до нашей эры. Общая площадь некрополей составляет 400 гектаров.

## Археологическая зона Черветери
Для посетителей открыта лишь часть построек археологической зоны Черветери:
- Древний город
- Некрополь Бандитачча
- Некрополь Монте Абатоне
- Некрополь Сорбо
- Черветери

Предметы, найденные при раскопках, хранятся в собрании Августо Кастеллани на вилле Джулия в Риме, в Григорианском музее Ватикана и в Лувре.

## Некрополь Бандитачча
С 1911 года проводились раскопки некрополя Бандитачча под руководством археолога Р. Менгарелли. Основные обследованные объекты:
- Гробница Касетта (Tomba della Cassetta)
- Гробница Олив (Tomba delle Ulive)
- Гробница Пилястров
- Гробница Саркофагов (Tomba dei Sarcofagi)
- Гробница Триклиния (Tomba del Triclinio)
- Курган с гробницей Кораблей
- Курган с гробницей цветных животных
- Гробница Капителей (Tomba dei Capitelli), вторая половина VI в., названа так по венчающим частям колонн эолийского ордера (ранней формы ионического ордера).
- Курган с Гробницей щитов и кресел (Tomba degli Scudi e delle Sedie), первая половина VI в.: в гробнице находится множество каменных щитов, кресел и лож для умерших.

- Гробница нарисованных львов (Tomba dei Leoni dipinti), около 620
- Гробница рельефов (Tomba dei Rilievi), около 300 г. до н. э.
- Гробница морских волн (Tomba delle Onde Marine), IV—III вв.
- Гробница Алькова (Tomba dell’Alcova), IV—III вв.

## Некрополь Сорбо и гробница Реголини-Галасси
В некрополе Сорбо (южнее Черветери) в 1836 году было обнаружено нетронутое захоронение, названное гробницей Реголини-Галасси (середина VII века), по имени первооткрывателей священника Реголини и генерала Галасси. Гробница представляет собой узкий, вырубленный в туфе коридор, по сторонам находятся ходы в камеры. В гробнице были найдены золотые украшения, бронзовые и серебряные сосуды.

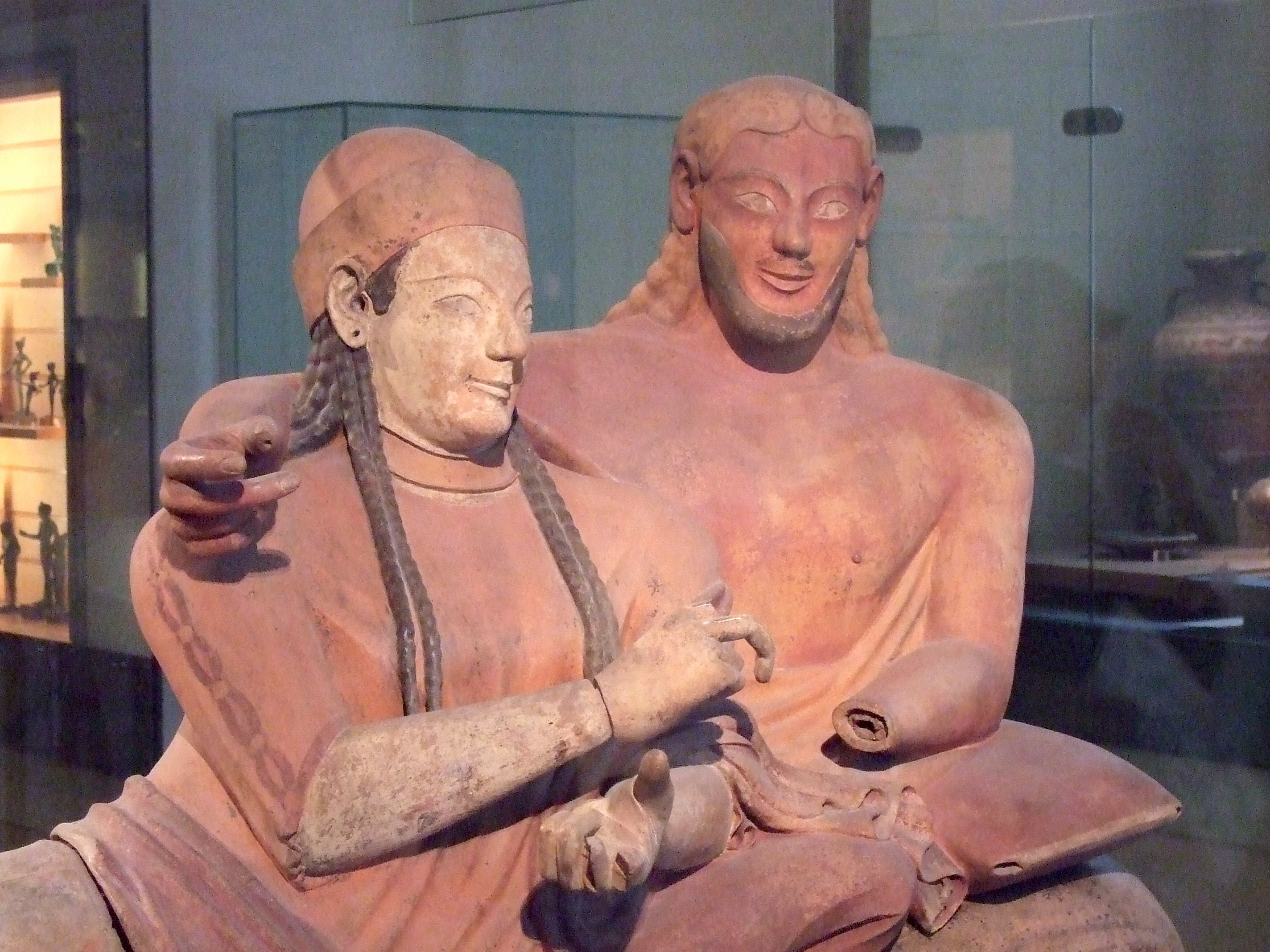
Саркофаг супругов

## Некрополь Монте-Абатоне
Здесь в 1850 году была найдена урна с фигурами супругов, похожая находка была сделана в XIX веке в Черветери (см. саркофаг супругов).

## Культурные аллюзии
- Этрусское кладбище Черветери фигурирует как предполагаемое место захоронения матери антихриста в фильме «Омен» (2006).
- О своих впечатлениях от посещения некрополей рассказывает Д. Г. Лоуренс в путевых заметках 1932 года (Etruscan Places).